# Chrysopa dahli
Chrysopa dahli är en insektsart som beskrevs av Navás 1925. Chrysopa dahli ingår i släktet Chrysopa och familjen guldögonsländor. Inga underarter finns listade i Catalogue of Life.